# Hiliwalo O I
Hiliwalo O I is een bestuurslaag in het regentschap Nias Barat van de provincie Noord-Sumatra, Indonesië. Hiliwalo O I telt 541 inwoners (volkstelling 2010).